# عهد (فیلم)
عهد (به انگلیسی: The Vow) یک فیلم رمانتیک درام آمریکایی به کارگردانی مایکل ساکسی است که در سال ۲۰۱۲ منتشر شد.

## داستان
پِیج و لئو (ریچل مک‌آدامز و چنینگ تیتوم) زوج جوانی هستند که در نهایت عشق و علاقه با یکدیگر ازدواج کرده‌اند. پیج و لئو بعد از ازدواج بهترین لحظات عمرشان را در کنار یکدیگر سپری می‌کنند و به نظر می‌رسد که هیچ چیز نمی‌تواند آنها را از یکدیگر جدا کند اما یک تصادف شدید باعث می‌شود تا پِیج به کما رفته و راهی بیمارستان شود. در بیمارستان بالاخره پیج به هوش می‌آید اما دچار بیماری فراموشی شده بطوریکه هیچ‌کس از اطرافیانش را به خاطر نمی‌آورد. این مشکل ضربه روحی بزرگی به لئو وارد می‌کند اما او تصمیم می‌گیرد تا هرطور که شده دوباره دل پیج را بدست بیاورد و به نوعی دوباره همسرش را عاشق خود کند.

## بازیگران
- ریچل مک‌آدامز
- چنینگ تیتوم
- سام نیل
- جسیکا لنگ
- وندی کروسون[۲]
- سام نیل[۲]
- اسکات اسپیدمن
- جسیکا مک‌نامی
- تاتیانا مازلانی
- دیلان کیسی
- بریت اروین